# Conamblys splendens
Conamblys splendens är en skalbaggsart som beskrevs av Pierre Lepesme 1953. Conamblys splendens ingår i släktet Conamblys och familjen långhorningar.
Artens utbredningsområde är Angola. Inga underarter finns listade i Catalogue of Life.